# Лионија (Њу Џерзи)
Лионија (енгл. Leonia) град је у америчкој савезној држави Њу Џерзи.

## Демографија
По попису из 2010. године број становника је 8.937, што је 23 (0,3%) становника више него 2000. године.
| Група             | 2000.         | 2010.         |
| Белци             | 5.123 (57,5%) | 3.941 (44,1%) |
| Афроамериканци    | 202 (2,3%)    | 209 (2,3%)    |
| Азијати           | 2.323 (26,1%) | 3.139 (35,1%) |
| Хиспаноамериканци | 1.135 (12,7%) | 1.489 (16,7%) |
| Укупно            | 8.914         | 8.937         |